# Phare d'Eldred Rock
Le phare d’Eldred Rock est un phare situé sur le canal Lynn, en Alaska. C'est le dernier des phares construits en Alaska entre 1902 et 1906. Il est inscrit au Registre national des lieux historiques depuis 1975.

## Histoire
Après le naufrage, peut-être volontaire, du Clara Nevada durant la ruée vers l'or, c'est en 1905 que la décision de construire un phare à cet endroit est prise, mais compte tenu des conditions climatiques, il n'a pu être achevé qu'au début juin 1906.
Dix ans après le naufrage du Clara Nevada, son épave réapparaît momentanément après une tempête, éclairé par le phare.
Le 26 février 1910, Nils Peter Adamson, gardien du phare, attend ses assistants John Currie et John Silander, partis ravitailler au phare de la pointe Sherman. En pleine nuit, il se réveille dans un cauchemar et crie leur nom par la fenêtre. Le lendemain, il s'inquiète du non retour de ses compagnons, d'autant plus que la mer et les conditions sont favorables. Ils ne seront jamais retrouvés. Adamson ne se résoudra jamais de leur mort et démissionne un an plus tard de son poste.
Une lentille de Fresnel a été placée en haut de la construction de 56 pieds (17 m). Elle était constituée de deux feux, séparés par un verre de couleur rouge, ce qui donnait une alternance de lumière rouge et de lumière blanche. Ce système a été automatisé en 1973 et simplifié.
Étant donné l'importance commerciale prise par Skagway au début du vingtième siècle, plusieurs phares ont été construits sur le canal Lynn, celui d'Eldred Rock a été le dernier. C'est aussi le second à avoir été équipé d'un signal anti-brouillard. Sa lentille de Fresnel d'origine a été transportée à Haines en 1978.

## Sources
1. 1 2 3  González Macías, Atlas des phares du bout du monde, Autrement, 2021, p. 54

- (en) USCG

- (en) Cet article est partiellement ou en totalité issu de l’article de Wikipédia en anglais intitulé « Eldred Rock Light » (voir la liste des auteurs).